# The Alesha Show
Albums de Alesha Dixon
Fired Up
(2006) The Entertainer
(2010)
The Alesha Show est le second album de la chanteuse britannique Alesha Dixon, sorti en 2008.

## Titres

### Édition standard
1. Welcome to the Alesha Show
2. Let's Get Excited
3. Breathe Slow
4. Cinderella Shoe
5. The Boy Does Nothing
6. Chasing Ghosts
7. Play Me
8. Hand It Over
9. Do You Know the Way It Feels
10. Can I Begin
11. Italians Do It Better
12. Ooh Baby I Like It Like That
13. Don't Ever Let Me Go
14. I'm Thru

### Édition "Encore"
15. To Love Again

16. Shake

17. The Light

18. All Out of Tune

## Singles
À ce jour, quatre singles ont été tirés de l'album : "The Boy Does Nothing", "Breathe Slow", "Let's Get Excited", et "To Love Again", issu lui de l'édition deluxe de l'album : "The Alesha Show: The Encore".

## Classement
| Chart (2009)                       | Meilleure position |
| ---------------------------------- | ------------------ |
| Belgique (Wallonie Ultratop)       | 60                 |
| Espagne (Promusicae)               | 23                 |
| Finlande (Suomen virallinen lista) | 23                 |
| France (SNEP)                      | 39                 |
| Pays-Bas (Mega Album Top 100)      | 80                 |
| Suisse (Schweizer Hitparade)       | 69                 |
| Royaume-Uni (UK Albums Chart)      | 11                 |

## Certifications
| Pays        | Chart | Certification | Chiffre des ventes |
| ----------- | ----- | ------------- | ------------------ |
| Royaume-Uni | BPI   | Platine       | + 300 000          |